# Jet Set (cheval)
Pour les articles homonymes, voir Jet set (homonymie).
Jet Set (né en 2007) est un cheval hongre bai, appartenant au registre du Cheval de sport espagnol (CDE), monté en concours complet par le cavalier néo-zélandais Andrew Nicholson, puis par le Suisse Robin Godel de 2020 à 2021.
Victime d'une blessure lors du parcours de cross des Jeux olympiques d'été de 2020 à Tokyo, il est euthanasié en raison de sa rupture de ligaments. Cette euthanasie entraîne une polémique. 

## Histoire
Jet Set naît le 3 avril 2007. Il est d'abord monté par le cavalier néo-zélandais Andrew Nicholson. En 2020, il est récupéré par le cavalier suisse Robin Godel.
Il est âgé de 14 ans lors des Jeux olympiques de 2020 à Tokyo.
Il se déchire un ligament de l'antérieur droit pendant le parcours de cross des épreuves par équipes,. Il est euthanasié le même jour, le 1er août 2021,,.
L'euthanasie immédiate de Jet Set provoque de vives réactions et une vague d'indignation ; le vétérinaire de l'équipe suisse Dominik Burger explique que « le garder en vie aurait été bien pire », et le cavalier dit avoir pris cette décision d'un commun accord avec le vétérinaire et le propriétaire de Jet Set pour que son cheval ne souffre plus.
Robin Godel témoigne avoir reçu des menaces de mort de la part d'internautes à la suite de son interview accordée au Parisien, dans laquelle il explique sa décision d'euthanasier son cheval.

## Description
Jet Set est un cheval hongre de robe baie, inscrit au registre généalogique du cheval de sport espagnol.

## Palmarès
Il remporte la médaille d'argent dans la catégorie des chevaux de 6 ans lors du championnat du monde de concours complet de 2013 au Lion d'Angers (France), avec Andrew Nicholson. L'année suivante, il termine ces championnats du monde à la 6e place individuelle, dans la catégorie des chevaux de 7 ans.

## Origines
Jet Set est un fils de l'étalon Nordico et de la jument Carina.